# 왕실기병연대
왕실기병연대(Household Cavalry Regiment; HCR)는 영국 육군의 기병연대 중 하나다. 윈저의 컴버미어 병영에 주둔한다. 런던 하이드파크 병영에 주둔하는 왕실기마기병연대(HCMR)의 자매 연대이며, 두 연대가 함께 왕실기병대(HCav)를 구성한다. HCav는 1992년 경호근위대(LG)와 왕립기마근위대-제1용기병대(RHG/D)의 연합부대로 만들어졌다. HCR의 전신은 왕실기병혼성연대다.
HCR은 HCav 소속이면서 동시에 영국 육군의 모든 기갑, 기병연대들을 포괄하는 왕립기갑군단(RAC)에 속한다. 또한 제1기갑보병여단의 수색연대 역할을 한다.